# Alpuech
Alpuech (Alpuèg en occitan) est une ancienne commune française située dans le département de l'Aveyron, en région Occitanie, devenue, le 1er janvier 2016, une commune déléguée de la commune nouvelle d'Argences en Aubrac.

## Géographie

### Communes limitrophes
Les communes limitrophes sont  La Terrisse, La Trinitat, Lacalm, Laguiole et Vitrac-en-Viadène.

### Site
Le territoire de cette commune matérialise une fraction centre-sud du Massif central sur le plateau de la Viadène au nord-ouest du plateau de l'Aubrac.

## Toponymie
Issu du mot occitan puech signifiant « montagne », équivalent de puy, issu du bas-latin podium, signifiant hauteur, colline, piton, montagne isolée, sommet (puy, pic).

## Politique et administration
Jusqu'en 2015 la localité était rattachée au canton no 33 de Sainte-Geneviève-sur-Argence, dans la 1re circonscription de l'Aveyron, dont le député est Yves Censi (UMP) élu au 2e tour avec un score de 50,67%. Ce canton est intégré depuis au nouveau canton d'Aubrac et Carladez qui regroupe les régions naturelles de l'Aubrac et du Carladès.
Alpuech appartenait à la communauté de communes de l'Argence.
| Période      | Période  | Identité      | Étiquette | Qualité  |
| ------------ | -------- | ------------- | --------- | -------- |
| janvier 2016 | En cours | André Raymond | DVD       | Retraité |

| Période                                  | Période       | Identité       | Étiquette | Qualité  |
| ---------------------------------------- | ------------- | -------------- | --------- | -------- |
| Les données manquantes sont à compléter. |               |                |           |          |
| avant 1981                               | mars 2008     | Jean Balitrand |           |          |
| mars 2008                                | décembre 2015 | André Raymond  | DVD       | Retraité |

## Démographie
L'évolution du nombre d'habitants est connue à travers les recensements de la population effectués dans la commune depuis 1793. À partir du 1er janvier 2009, les populations légales des communes sont publiées annuellement dans le cadre d'un recensement qui repose désormais sur une collecte d'information annuelle, concernant successivement tous les territoires communaux au cours d'une période de cinq ans. 
Pour les communes de moins de 10 000 habitants, une enquête de recensement portant sur toute la population est réalisée tous les cinq ans, les populations légales des années intermédiaires étant quant à elles estimées par interpolation ou extrapolation. Pour la commune, le premier recensement exhaustif entrant dans le cadre du nouveau dispositif a été réalisé en 2007,.
En 2013, la commune comptait 64 habitants, en évolution de −20,99 % par rapport à 2008 (Aveyron : +0,58 %, France hors Mayotte : +2,49 %).
| 1793 | 1800 | 1806 | 1821 | 1831 | 1836  | 1841 | 1846 | 1851 |
| ---- | ---- | ---- | ---- | ---- | ----- | ---- | ---- | ---- |
| 750  | 371  | 896  | 820  | 819  | 1 006 | 518  | 542  | 475  |

| 1856 | 1861 | 1866 | 1872 | 1876 | 1881 | 1886 | 1891 | 1896 |
| ---- | ---- | ---- | ---- | ---- | ---- | ---- | ---- | ---- |
| 438  | 477  | 471  | 475  | 391  | 347  | 420  | 333  | 323  |

| 1901 | 1906 | 1911 | 1921 | 1926 | 1931 | 1936 | 1946 | 1954 |
| ---- | ---- | ---- | ---- | ---- | ---- | ---- | ---- | ---- |
| 325  | 304  | 304  | 259  | 251  | 235  | 239  | 203  | 185  |

| 1962 | 1968 | 1975 | 1982 | 1990 | 1999 | 2007 | 2012 | 2013 |
| ---- | ---- | ---- | ---- | ---- | ---- | ---- | ---- | ---- |
| 155  | 111  | 79   | 84   | 78   | 79   | 80   | 67   | 64   |

## Culture locale et patrimoine

### Lieux et monuments
- Église Saint-Martin  Inscrit MH (1979)[5] des XIe et XIIe siècles.

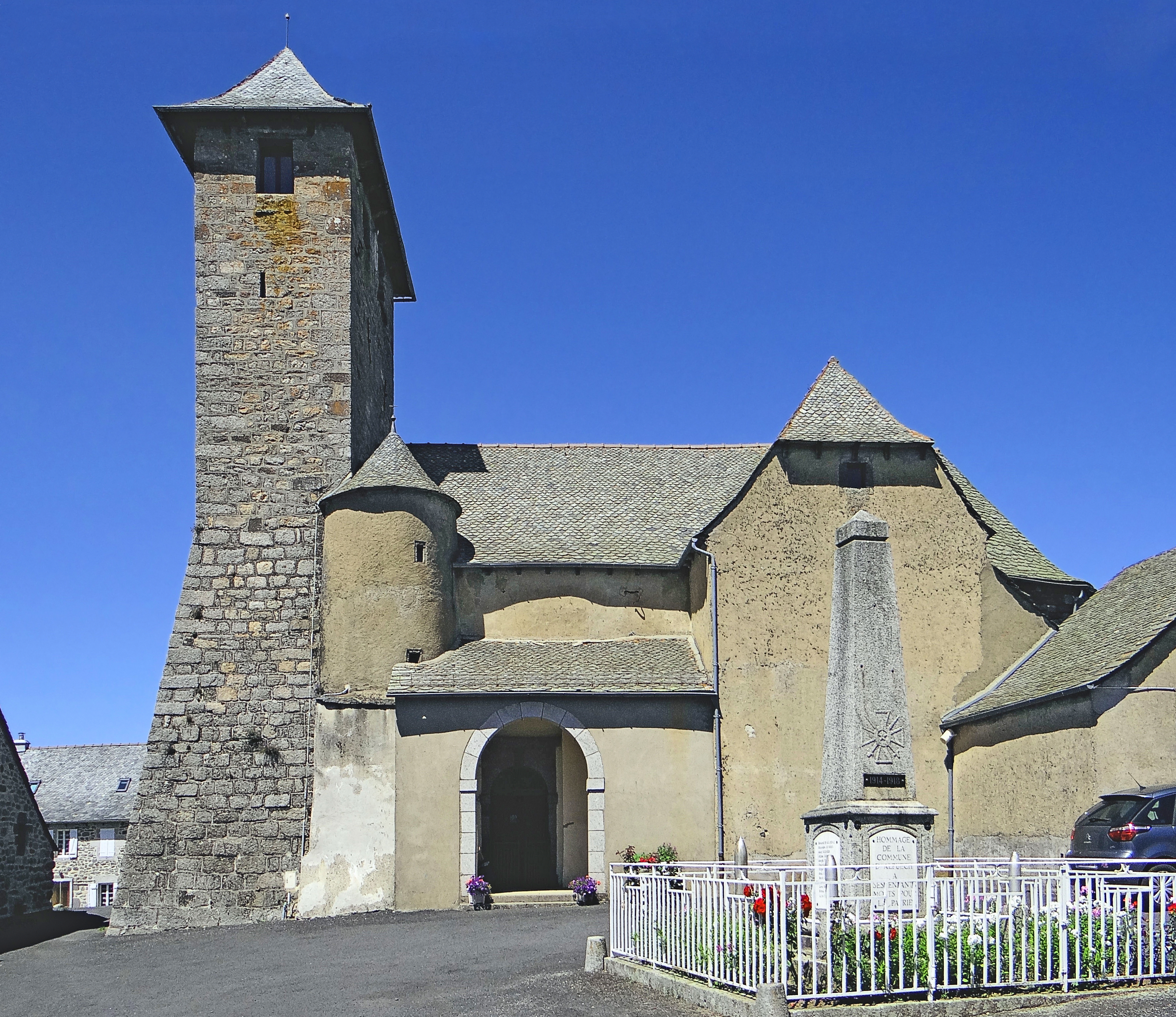
Église Saint-Martin.
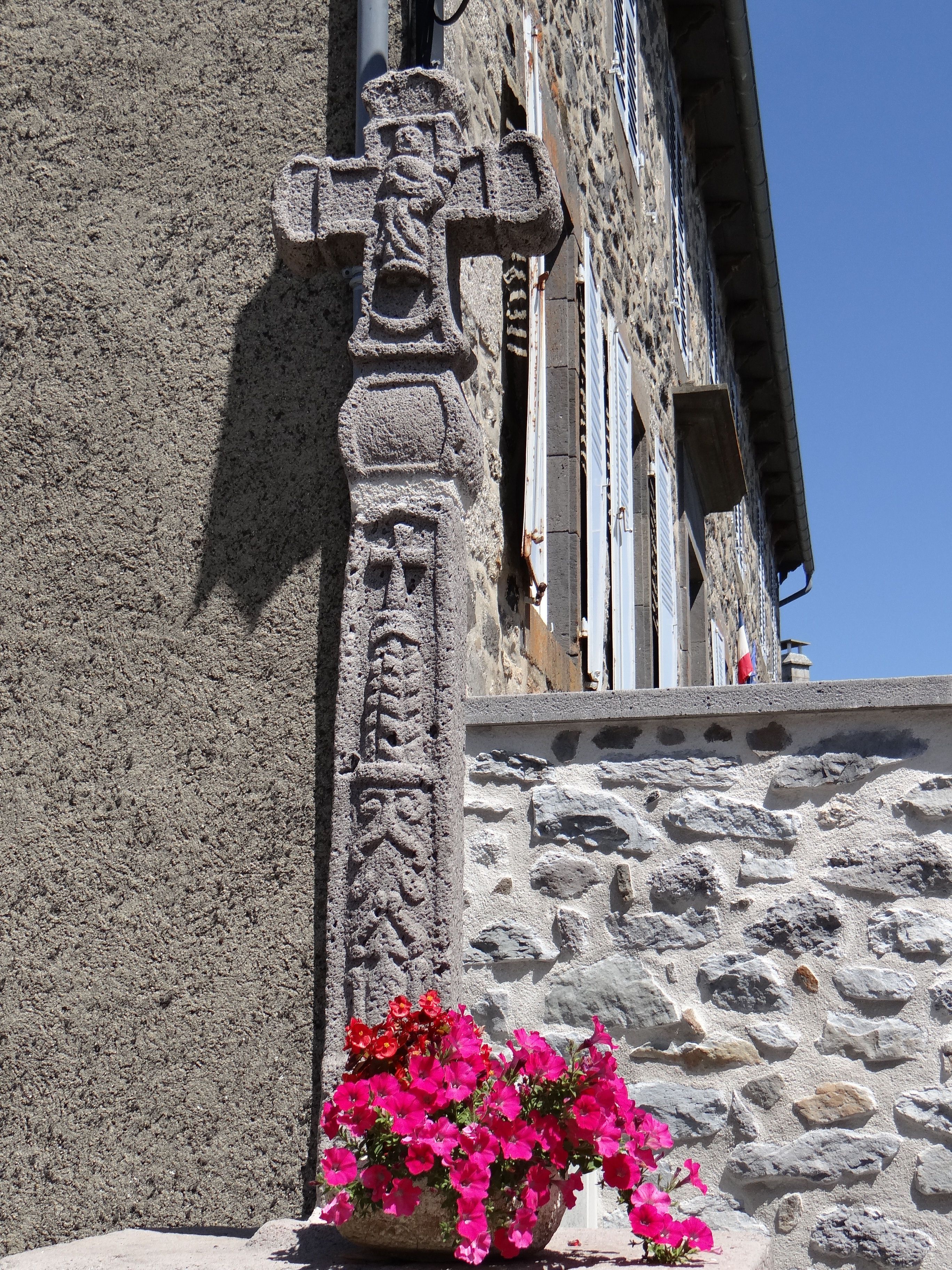
Croix sculptée.
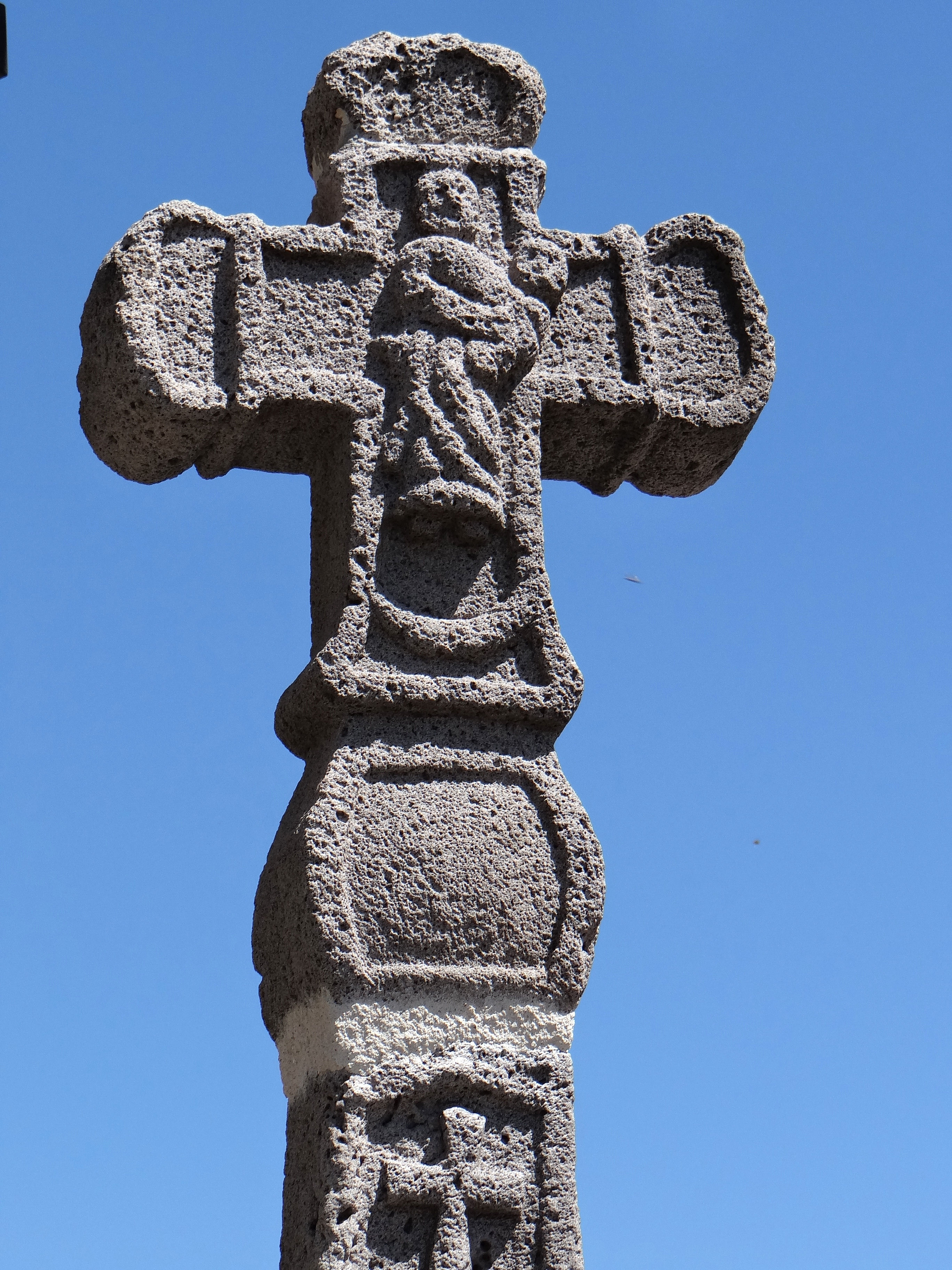
Croix sculptée (Détail).

### Personnalités liées à la commune
- Jean-Pierre Bouissou (1763-1806), dit le voleur d'Alpuech[6].
- L'écrivain Bernard Noël (1930-2021) a passé son enfance à Alpuech[7].